# Potten End
Potten End est un village du Hertfordshire, en Angleterre.